# Club Atlético Huracán
Der Club Atlético Huracán ist ein argentinischer Sportverein aus Buenos Aires. Der 1908 gegründete Verein ist im Stadtviertel Parque Patricios beheimatet und hat unter anderem Abteilungen für Hockey und Boxen, ist aber vor allem bekannt durch seine Fußballmannschaft.

## Geschichte
Obwohl der Klub offiziell erst 1908 gegründet wurde, gibt es auch Aufzeichnungen, die auf das Jahr 1903 zurückgehen. Der große Erzrivale von Huracán ist der CA San Lorenzo de Almagro.  
Huracán gewann vier Meisterschaften der Amateurära und war 1931 Mitbegründer der professionellen Liga. Seither gewann der Verein mit dem Campeonato Metropolitano von 1973 eine weitere Meisterschaft und darüber hinaus fünf Vizemeisterschaften.  
1986 stieg der Verein erstmals aus der Primera División ab. 1990 gelang der Wiederaufstieg. Seitdem pendelte der Verein zwischen der ersten und zweiten Liga (Primera B Nacional), spielt aber seit 2015 wieder erstklassig. Im Jahr 2014 gelang als Zweitligist der erste Sieg bei der Copa Argentina, dem argentinischen Pokalwettbewerb und damit die Qualifikation zur Copa Libertadores. 
Prominentester Spieler der Vereinsgeschichte ist Alfredo Di Stéfano, der seine Weltkarriere bei Huracán begann. Ein weiterer Star der Vereinsgeschichte ist Guillermo Stábile, Torschützenkönig der ersten Fußball-Weltmeisterschaft 1930. 

## Stadion
Der Club Atlético Huracán spielt im Estadio Tomás Adolfo Ducó, Buenos Aires. Das Stadion wurde am 10. November 1949 eingeweiht. Das Stadion hat eine Kapazität von 48.314 Zuschauern. 

## Trainer
- César Luis Menotti (1972–1973)
- Alfio Basile (1982)
- Héctor Cúper (1993–1995)
- Miguel Brindisi (2001–2002, 2010–2011)
- Antonio Mohamed (2005–2007, 2013)

## Spieler
- Alejandro Alonso (2001–2005)
- Osvaldo Ardiles (1975–1977)
- Roque Avallay (1970–1976, 1980)
- Carlos Babington (1969–1974, 1979–1982)
- Emilio Baldonedo (1935–1944)
- Alfio Basile (1971–1975)
- Claudio Borghi (1991)
- Miguel Ángel Brindisi (1967–1976, 1978–1980)
- Jorge Carrascosa (1972–1978)
- Gastón Casas (1995–2000)
- Nelson Chabay (1970s)
- Héctor Cúper (1988–1992)
- Alfredo Di Stéfano (1946–1947)
- Narciso Horacio Doval (1971)
- Alberto Fanesi (1973–1977)
- Claudio García (1981–1986, 1996–1998)
- Luis González (1998–2002)
- Rodolfo Graieb (1997–2003)
- Leandro Grimi (2004–2006)
- René Houseman (1973–1980)
- Ricardo Infante (1953–1956)
- Omar Larrosa (1972–1976)
- Joaquín Larrivey (2004–2007)
- Herminio Masantonio (1931–1943)
- Javier Pastore (2007–2009)
- Rubén Suñé (1973–1974)
- Guillermo Stábile (1924–1930)

## Clubdaten
- Beste Position in Primera: 1. Platz (1973)
- Bester Torjäger: Herminio Masantonio – 254 Tore
- Rekordspieler: Jorge Alberti – 393 Spiele
- Höchster Sieg: 9:0 gg. Club Atlético Colón (1970)
- Höchste Niederlage: 0:7 gg. Rosario Central (1948)

## Erfolge

### Amateur-Titel
Nationale Titel
- División Intermedia (AAF) (1): 1913
- Campeón Amateur (4): 1921, 1922, 1925, 1928

Andere Titel
- Copa Estímulo (1): 1920
- Copa Dr. Carlos Ibarguren (2): 1922, 1925

### Profi-Titel
Nationale Titel
- Campeonato Metropolitano (1): 1973
- Primera "B" Nacional (2): 1989/1990, 1999/2000
- Argentinischer Pokal: 2014
- Argentinischer Superpokal: 2014

Andere Titel
- Copa Beccar Varela (1): 1933
- Copa Adrián C. Escobar (2): 1942, 1943
- Copa Competencia Británica (1): 1944

Internationale Titel
- Copa Aldao: 1921